# 13346 Danielmiller
A 13346 Danielmiller (ideiglenes jelöléssel 1998 SP133) a Naprendszer kisbolygóövében található aszteroida. A LINEAR projekt keretében fedezték fel 1998. szeptember 26-án.